# Stanisław Antoni Mueller

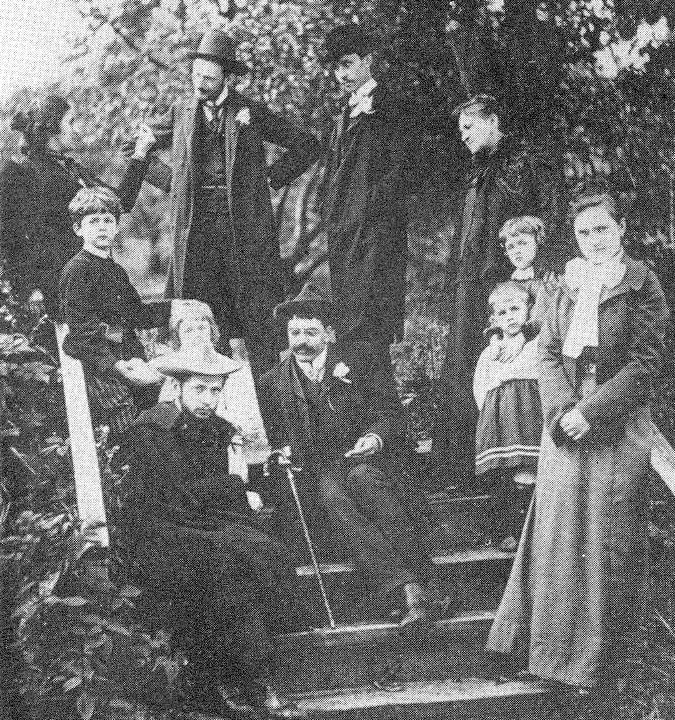
Stanisław Antoni Mueller wśród Płanetników (stoi trzeci z prawej)

Stanisław Antoni Mueller (ur. 20 marca 1877, Lwów,  – zm. 2 lipca 1944, Kraków) – polski pisarz i prawnik.
Ukończył prawo we Lwowie. W młodości związany był ze środowiskiem literackim Płanetników, do którego należeli m.in. Leopold Staff i Ostap Ortwin. Do 1916 pracował w Drohobyczu i Lwowie jako adwokat, następnie do 1922 we Lwowie i Warszawie jako urzędnik w przemyśle naftowym i w Krakowie jako dyrektor banku.
Najważniejszym dziełem Muellera była powieść Henryk Flis (1908). Opisał w niej drohobycko-borysławskie zagłębie naftowe z przełomu XIX i XX wieku oraz zachodzące w nim procesy industrializacji. Powieść zawierała wiele wątków autobiograficznych oraz aluzji do rzeczywistych postaci, w związku z czym odczytywano ją jako powieść z kluczem. Oprócz powieści pisał w młodości prozy poetyckie, utrzymane w stylistyce dekadentyzmu.